# Xueshan (köping i Kina, Guizhou)
Xueshan (kinesiska: 雪山, 雪山镇) är en köping i Kina. Den ligger i provinsen Guizhou, i den sydvästra delen av landet, omkring 250 kilometer väster om provinshuvudstaden Guiyang. Antalet invånare är 43340. Befolkningen består av 20 993 kvinnor och 22 347 män. Barn under 15 år utgör 1 417 %, vuxna 15-64 år 61 %, och äldre över 65 år 5,0 %.